# Sierra Tarahumara

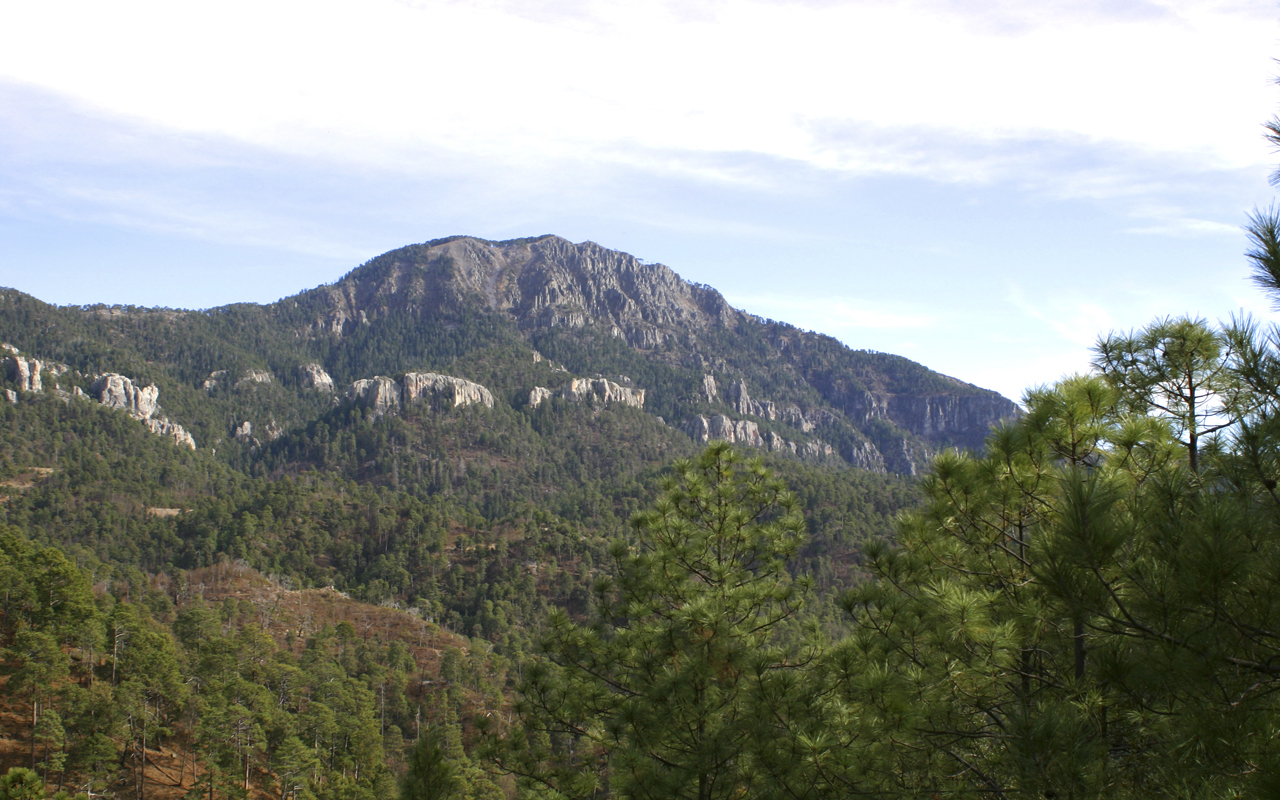
El Cerro Mohinora.

Ubicación de la sierra Tarahumara en el Estado de Chihuahua.
Alta Sierra Tarahumara
Baja Sierra Tarahumara

La Sierra Tarahumara es una cadena montañosa que forma parte de la Sierra Madre Occidental. Se localiza en el estado de Chihuahua, al noroeste de México.

## Clima
El clima de la Sierra Tarahumara varía mucho dependiendo de la altitud, pero también de la latitud.
- De 0 a 700 m s. n. m.: El clima en estas zonas es subtropical y extremoso, alcanzando cerca de los 40 °C en verano y en invierno es templado con mínimas que muy rara vez alcanzan los 0 °C. La precipitación se registra a fines del verano y es escasa en invierno; en casos excepcionales puede llegar a nevar. En este rango de altitud se encuentran Batopilas, Urique y Chinipas.

- De 700 a 1300 m s. n. m.: El clima es más templado y menos caluroso. En verano se dan máximas entre 30 °C y 40 °C y mínimas de 15 a 20 °C. En invierno las mínimas fluctúan entre los 10 °C y -10 °C, aunque las máximas promedian entre 17 y 25 °C. La precipitación es moderada (500 mm), principalmente durante el verano. En invierno las lluvias son escasas; en casos excepcionales puede llegar a nevar. Dentro de este rango de altitud se encuentran El Ojito de Camellones (Durango) y Guerachi.

- De 1300 a 1700 m s. n. m.: El clima es templado subhúmedo. Durante el verano es poco variable debido a las constante presencia de humedad, lo que permite tener una precipitación media anual de 700 mm, repartidos principalmente en julio, agosto y septiembre. Las temperaturas pocas veces superan los 32 °C en verano. De noviembre a marzo se dan lloviznas, causadas por la presencia de frentes fríos; cada ciertos años puede presentarse alguna nevada. Las temperaturas pueden caer hasta -15 °C en invierno. En este rango de altitud se encuentran Balleza y Cerocahui.

- De 1700 a 2200 m s. n. m.: El clima es muy benigno, las temperaturas rara vez superan los 30 °C en verano, o los 16 °C de máxima en invierno. Es húmedo en verano y frío en invierno, la temperatura puede caer hasta -10 °C. La precipitación media anual puede superar los 700 mm. En invierno se registran nevadas con cierta frecuencia, aunque son más los días en los que llueve que en los que nieva. En este rango de altitud se encuentran Ciudad Madera,  Gómez Farias, Guadalupe y Calvo y Santa Bárbara.

- De 2200 a 2800 m s. n. m.: Presenta un clima templado semifrío. En verano las temperaturas rara vez superan los 28 °C, con mínimas de 10 °C. Se registran abundantes lluvias y tormentas de junio a septiembre. En invierno la temperatura baja hasta -15 °C y las máximas no suelen superar los 16 °C; se presentan lluvias y nevadas, pero son más los días en los que llueve que en los que nieva. Dentro de este rango de altitud se encuentran la Colonia García, Creel, Guachochi, San Juanito, El Salto, El Vergel y La Rosilla.

- Más de 2800 m s. n. m.: Presenta un clima semifrío, se da solo en pequeñas porciones de la Sierra y en las partes más elevadas. En verano la temperatura rara vez excede los 25 °C y las mínimas se sitúan en torno a los 10 °C. Se dan fuertes tormentas y lluvias entre junio y octubre, en invierno las temperaturas máximas en los meses más fríos no sulen superar los 10 °C, mientras que las mínimas alcanzan hasta -20 °C, se presentan abundantes lluvias de aguanieve y nevadas, pero son más los días en los que nieva que en los que llueve. En este rango de altitud no se puede encontrar localidades pobladas.

Es importante señalar que la Sierra de Chihuahua ofrece un importante grupo de lugares turísticos como: El Picacho, Sinforosa, Wuerachi, las Barrancas del Cobre, el Lago de Arareco, el Valle de los Hongos, la Cascada de Basaseachí, el Divisadero Barrancas y el Valle de los Monjes, solo por mencionar algunos. A estos lugares concurren muchos turistas de diferentes partes del mundo y realizan actividades como el ciclismo, el rapel, la pintura, etc.

## Accesos y transporte
Por lo accidentado de su topografía, estas sierras que guardan enormes bellezas naturales tienen escasos accesos. Se accede por ruta desde chihuahua por la ruta 16 que atraviesa las sierras hasta Ciudad Obregón. También estas sierras son travesadas por el Ferrocarril de Chihuahua al Pacífico, un Tren Turístico también llamado Chepe, cuyas cabeceras se encuentran en las ciudades de Chihuahua y Los Mochis.

## Principales Barrancas
La Sierra Tarahumara en su enorme extensión (60,000 km cuadrados),  contiene a innumerables barrancas, citando a continuación a las más conocidas y mayores en extensión:

### Barranca de Urique
Profundidad: 1879 metros 
Se trata de la barranca más profunda de Chihuahua y de México. Se origina en la unión de las barrancas del Cobre y Tararecua. Es la barranca más conocida de la sierra gracias a que se le observa desde la estación Divisadero del Ferrocarril Chihuahua al Pacífico Chepe, aunque mucha gente la confunde con la Barranca el Cobre. Sus miradores más importantes se encuentran entre los pino a 2,400 m s. n. m.; destacan el Cerro del Gallego, Mesa de Arturo y El Divisadero. En su fondo corre el río Urique que desemboca en el Pacífico por el Estado de Sinaloa. 
Su nombre se debe a la comunidad de Urique, que se encuentra hacia los 500 m s. n. m. en el fondo de la barranca, a orillas del río, rodeada de una hermosa vegetación semitropical y caliente. 
Para acceder a El Divisadero o Posada Barrancas; se puede llegar por carretera desde Chihuahua, Chih. , en aproximadamente 6 horas (304 kilómetros). La forma más tradicional de llegar a este hermoso lugar es vía el Ferrocarril Chihuahua al Pacífico, ya sea tomando el tren en la ciudad de Chihuahua o en Los Mochis, Sin. 
Otro de los miradores más espectaculares de las Barrancas del Cobre es el Cerro del Gallego, para acceder a él; se debe descender del Ferrocarril Chepe en Estación Bahuichivo, y hospedarse en la comunidad de Cerocahui localizado a 18 kilómetros de la estación del tren. En Cerocahui encontrará todos los servicios turísticos que requiera como hoteles, cabañas, restaurantes y paseos guiados que puede contratar para visitar el Cerro del Gallego o bien descender hasta el poblado del Urique asentado al fondo de la Barranca. 
En los miradores no hay restricciones de horario así que, sí es fanático de la fotografía podrá esperar las mejores horas para conseguir excelentes impresiones del bellísimo paisaje. El descenso a las barrancas suele durar dos días, sí le gusta el campismo es una inmejorable oportunidad de disfrutar la naturaleza. Y para los que gustan del turismo de aventura, está el río Urique, el cual se puede recorrer en balsas, siempre y cuando sea un especialista en este deporte. También hay renta de caballos. 
Para los descensos al fondo de las barrancas se requiere de buena condición física así como ropa adecuada a la temporada. Para observar la barranca desde los miradores, cualquier temporada es buena, aunque se recomienda especialmente los meses de verano y otoño, por los coloridos propios de estas temporadas. Para descender la barranca se recomienda el invierno o la primavera, pues en verano es muy caliente en el fondo.

### Barranca de Sinforosa
Profundidad: 1830 metros 
Se trata quizá de la barranca más espectacular de la sierra y la segunda más profunda. Precisamente por esto se le conoce como “La reina de las Barrancas”. Se accede desde la población de Guachochi, a 18 kilómetros al sur, en donde se encuentra el mirador de Cumbres de Sinforosa. En su fondo corre el río Verde que al unirse al Urique, forman el río Fuerte desembocando en el Pacífico. En sus laderas, esta barranca tiene importantes cascadas como la Rosalinda y San Ignacio (ambas de 100 metros), además de otras maravillas. Su recorrido a pie es uno de los más importantes de la región. 
Una de las principales actividades es el campismo, la caminata, etc., bajar al fondo de la barranca, y durante este descenso admirar el hermoso paisaje. También es impresionante observar la barranca desde los miradores, y para ello cualquier temporada es buena. Además se puede visitar el poblado de Guachochi y realizar diversas compras de artesanías, como violines de madera, cobijas de lana, obras de palma, tambores, flechas, etc.

### Barranca de Batopilas
Profundidad: 1800 metros
Está barranca destaca por su historia, la cual gira alrededor de la minería y su centro más importante, el hermoso pueblo de Batopilas que se encuentra a los 450 m s. n. m., en el fondo de la barranca. 
Tiene visiones imponentes desde su mirador de la Bufa. En su fondo corre el río de Batopilas, el que también forma parte de la cuenca del Fuerte. En esta barranca se conservan algunas de las comunidades rarámuri más tradicionales. Se le accede por carretera desde Creel- Guachochi, en el poblado de Samachique esta la desviación para llegar a Batopilas, el pavimento se termina en Quirare y desde ahí se empieza a descender a la barranca por un tramo de terraceria por alrededor de 3 horas.

### Barranca de Candameña
Profundidad: 1750 metros 
La Barranca de Candameña es una de las 7 barrancas que conforman el complejo denominado Barrancas del Cobre se encuentra enclavada en el parque nacional Cascada de Basaseachi, a 276 kilómetros al oeste de la capital del Estado de Chihuahua, a cuatro horas por la carretera 16 que llega a Ciudad Cuauhtémoc, La Junta , San Pedro, Tomochi y Basaseachi. 
Esta barranca combina espectacularidad y belleza. Destaca porque tiene las dos cascadas más altas de México: Piedra Volada (453 metros) y Baseaseachi (246 metros). Por lo cual se le conoce como “La barranca de las Cascadas”. Además contiene la peña del Gigante, que presenta la pared de piedra totalmente vertical más alta de México conocida hasta ahora, tiene 885 metros de altura. En su fondo corre el río Mayo. Sus principales miradores son los de Baseaseachi, Huajumar, Piedra Volada y El Gigante. 
Esta barranca forma el parque nacional “Cascada de Baseaseachi”, en donde se conserva una gran riqueza de flora y fauna.

### Barranca de Chínipas
Profundidad: 1600 metros 
Es quizás la menos conocida debido a su lejanía. En su fondo corre el río del mismo nombre, afluente del Fuerte. En el fondo de esta barranca se encuentra el pueblo misional de Chínipas, el más antiguo de toda la Sierra y uno de los mejores conservados. 
Barranca de Oteros 
Profundidad: 1520 metros 
Entre los antiguos pueblos mineros de Maguarichi y Uruachi se encuentra la barranca de Oteros, accesible desde ambos pueblos por caminos de terracería. También se puede llegar vía El Divisadero y San Rafael. 
Entre otras maravillas que posee esta barranca, sobresale la cascada de Rocoroybo con sus tres saltos. 

### Barranca del Cobre
Profundidad: 1300 metros 
Con este nombre se conoce de manera genérica a todo el sistema de barrancas. Esto debido a que cuando se abrió la estación ferrocarril Chihuahua al Pacífico se confundió a la Barranca de Urique, que desde ahí se aprecia muy bien, con la del Cobre. Lo cierto es que la Barranca del Cobre es poco conocida. Su acceso es por la comunidad de El Tejabán, que se encuentra a 50 kilómetros de Creel, en la parte alta del río Urique. 
La barranca de Urique se inicia en el punto de unión entre la Barranca del Cobre y la de Tararecua. Es posible ver parte inicial de esta barranca en el Kilómetro 58 de la carretera Creel-Guachochi. Desde su nombre a unas viejas minas que hay en su fondo en las que explotaba el cobre.

## Geografía humana

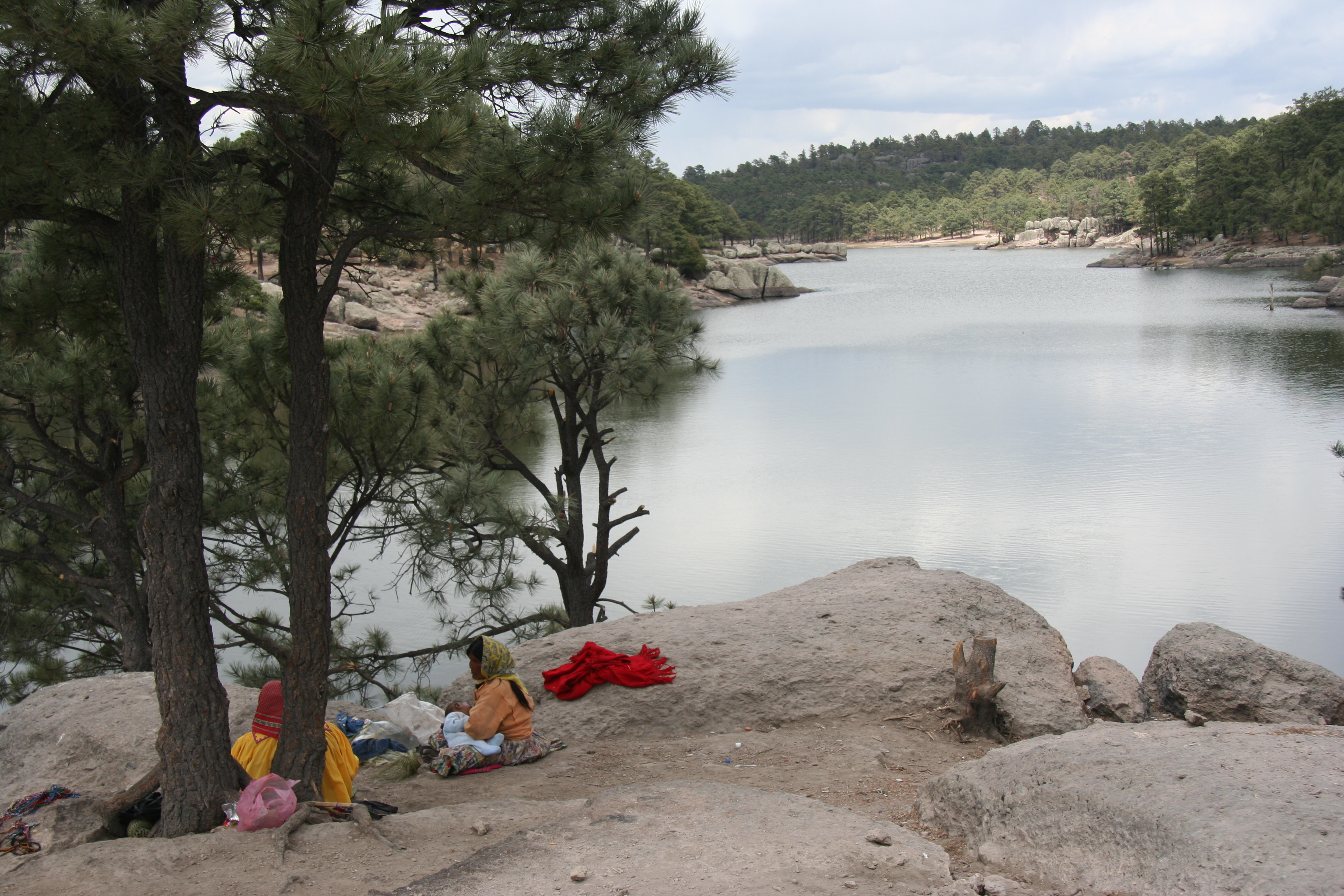
Mujeres rarámuris en el Lago Arareko.

La composición étnica de México está distribuida en todo el territorio como parte importante de nuestras raíces, ejemplo de ello son los huicholes, otomíes, purépechas, mayos, etc. Sin embargo, nos enfocaremos a las características que conforman a los rarámuris como un grupo étnico cuyas costumbres y tradiciones aún se encuentran muy arraigadas.
Se ubican al noroeste del estado de Chihuahua, en gran parte de la Sierra Madre Occidental. Es un grupo cuyo desarrollo ha ido quedándose en el olvido por parte del gobierno federal, pues aun viven en cuevas ubicadas en las montañas y barrancas de la sierra. Los que tienen la fortuna de poseer una vivienda son aquellos que cuentan con parcelas de cultivo retirados de los caminos principales y de los centros de los mestizos. 
Existe un bajo nivel educativo entre su población ya que hay pocas escuelas y maestros bilingües (que hablen español y la lengua indígena), por lo que es evidente un alto índice de analfabetismo en la población.
Durante la primavera, permanecen en las laderas de las montañas, sembrando. Al acercarse el invierno buscan las profundas barrancas para protegerse del frío, por lo que se toman en cierto punto como nómadas. Debido a esta situación, el índice de mortalidad en niños y ancianos es alto.
Se llaman a sí mismos rarámuri que significa pie veloz. Tienen un gobierno propio mezcla de prehispánico y jesuita, integrado por una asamblea formada por todos los vecinos del pueblo y presidida por el gobernador, (y las autoridades menores) cuyo emblema de mando es el Bastón Sagrado.
Las actividades principales de este grupo étnico son la agricultura, la caza, manufactura de cestos y cobijas además de la explotación forestal, cuya madera les es pagada a precios bajísimos lo que ocasiona la sobreexplotaciòn del recurso principal de la Sierra Madre Occidental. Por tanto, se considera que es urgente la atención a este grupo étnico. Es tarea de todos los mexicanos valorar la pluriculturalidad como parte integral de nuestras raíces y fomentar el respeto por nuestro pueblo.